# Легат (римское право)
Легат (от лат. legatus, legare — предписывать, назначать, делегировать) — в Римском праве специальная форма для указания в письменном или устном завещании дара в пользу конкретного лица (легатария), которое должно было обладать совершенной пассивной завещательной способностью.
Легатарий получал легат после выплаты из наследственной массы всех долгов завещателя. Размер этого дара вычитался из оставшейся наследственной массы, и лишь после такого вычета наступала очередь остальных наследников. Легатарием часто была церковь или конкретный храм.
Специальное указание в завещании (легат) могло предусматривать:
- передачу в пользу легатария вещи или вещного права (сервитута),
- предоставление легатарию обязательств, вытекающих из наследства,
- обязанность легатария не препятствовать осуществлению другим наследниками.

Завещательные подарки (легаты) превратились в форму лишения или существенного ограничения для законных наследников возможности получения наследства. Это вызвало правовые ограничения размеров легата. Согласно закону Фальцидия (I в. до н. э.) общий размер легатов не мог превышать 3/4 наследства. Позднее легат запретили распространять на имущество, представляющее особую ценность для семьи или наследников. Обходом подобных ограничений стал древнеримский фидеикомисс (не путать с более поздним германским фидеикомиссом, который делал невозможным отчуждение наследниками значимого имущества).